# Église Saint-Martin d'Amagne
L'église Saint-Martin est une église située à Amagne, en France.

## Description

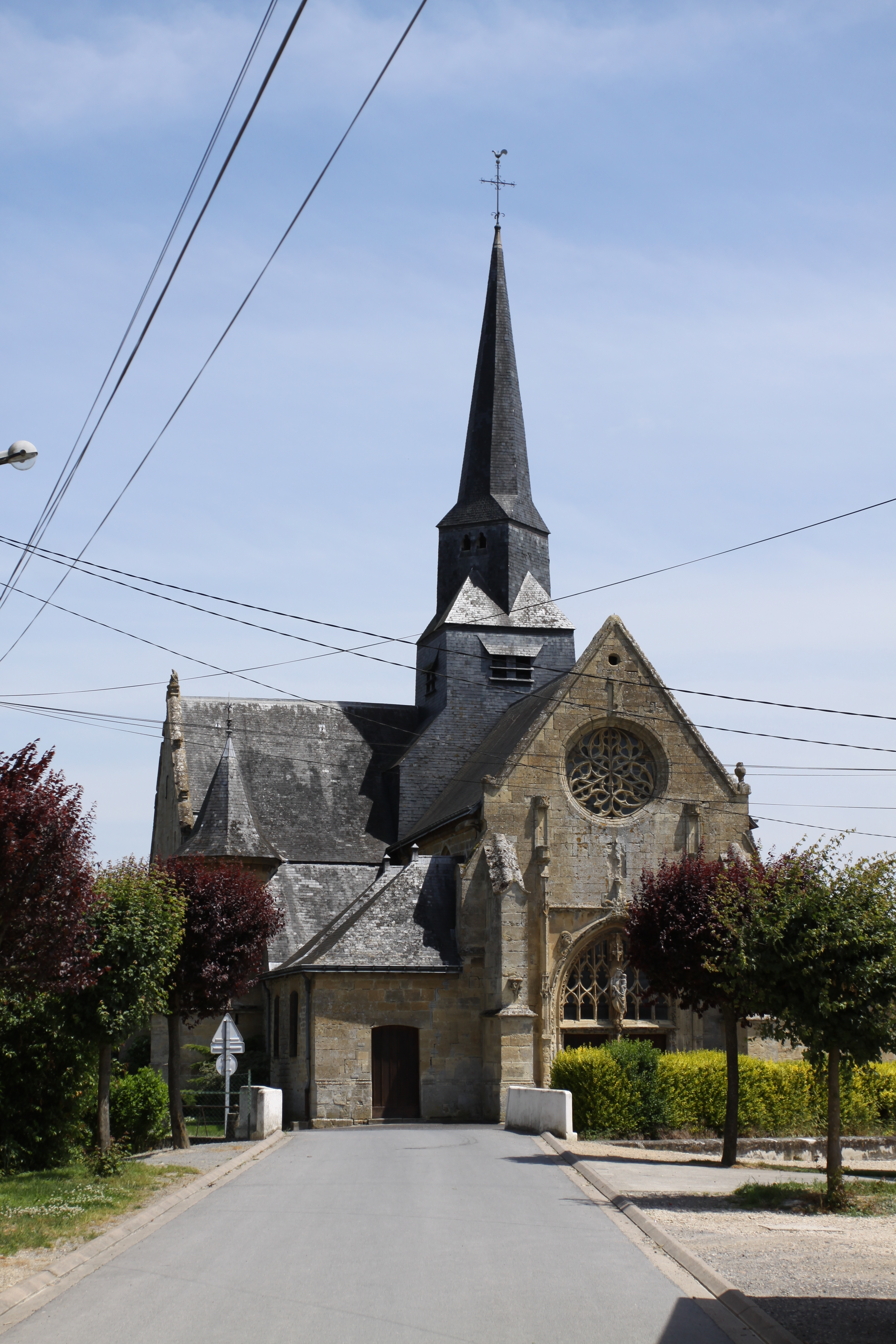
Vue générale.
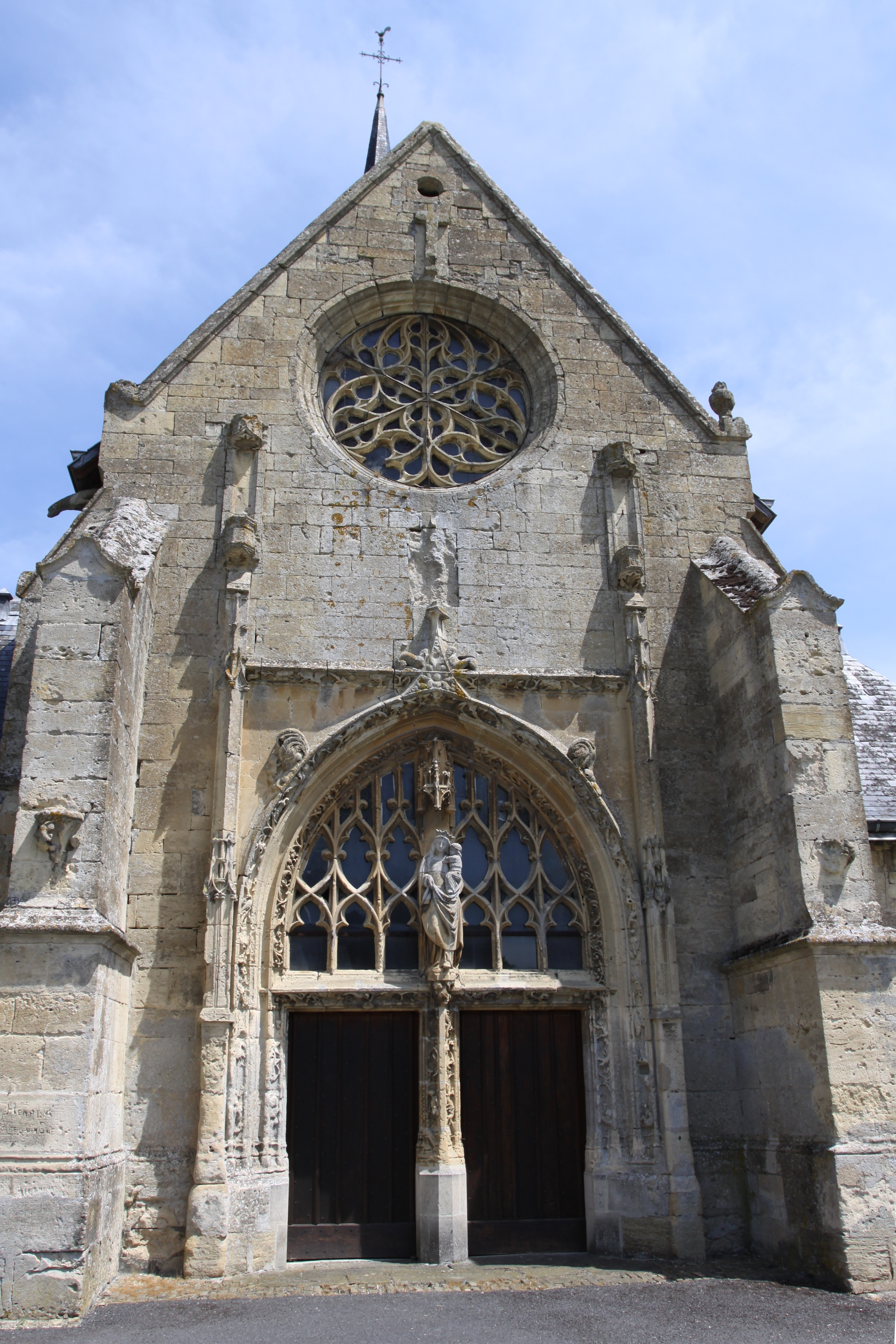
Portail.
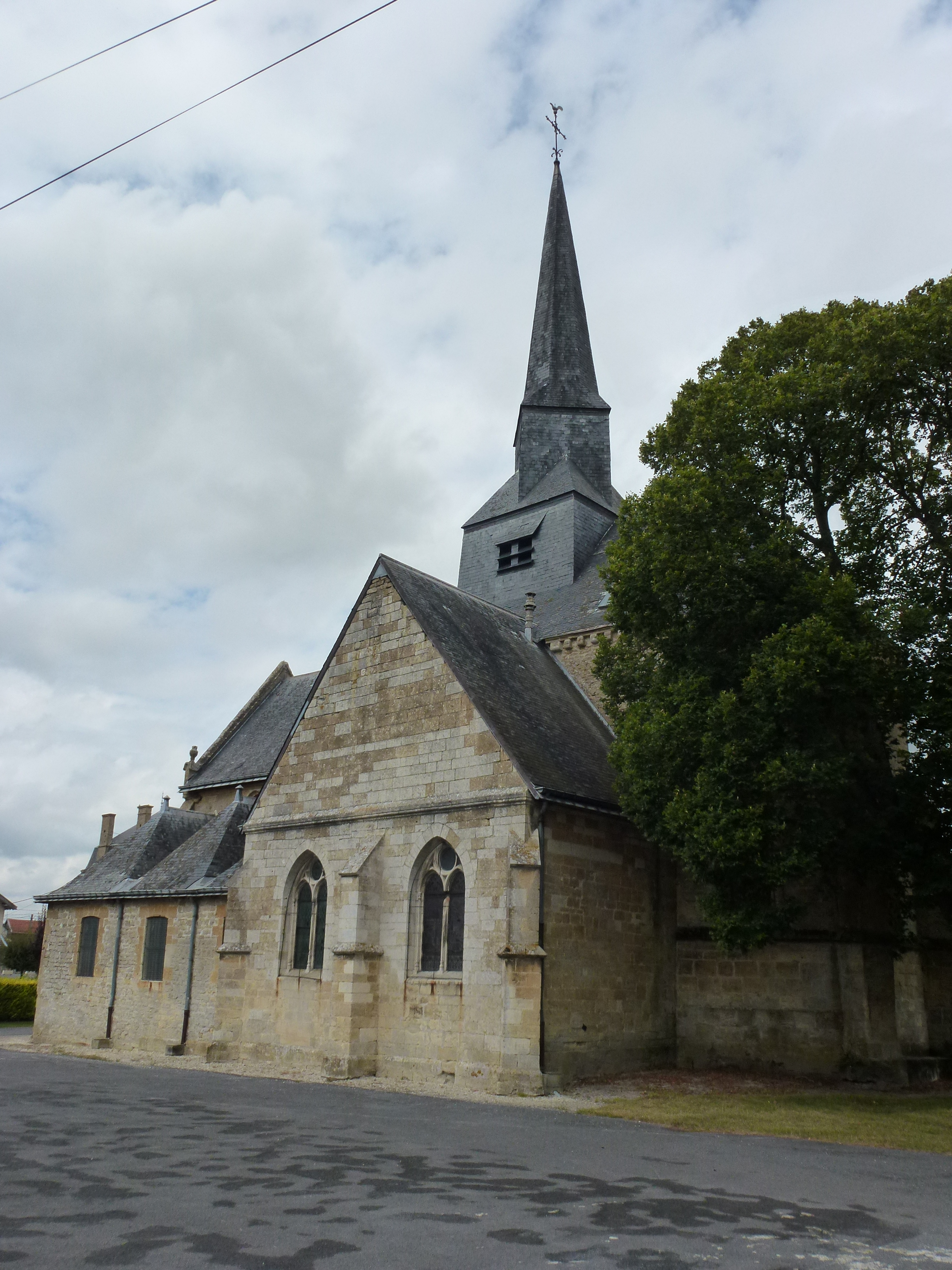
Vue angulaire.

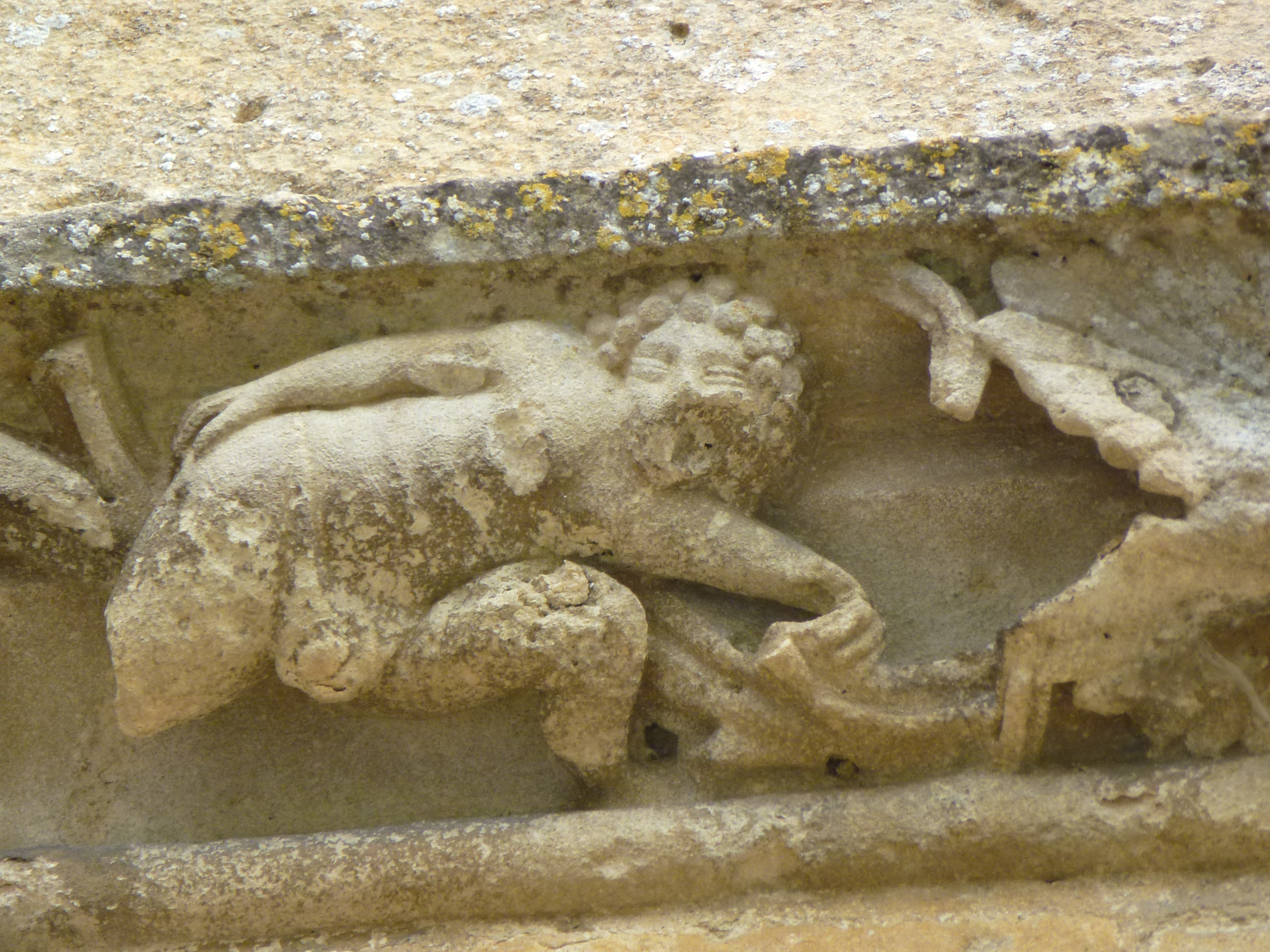
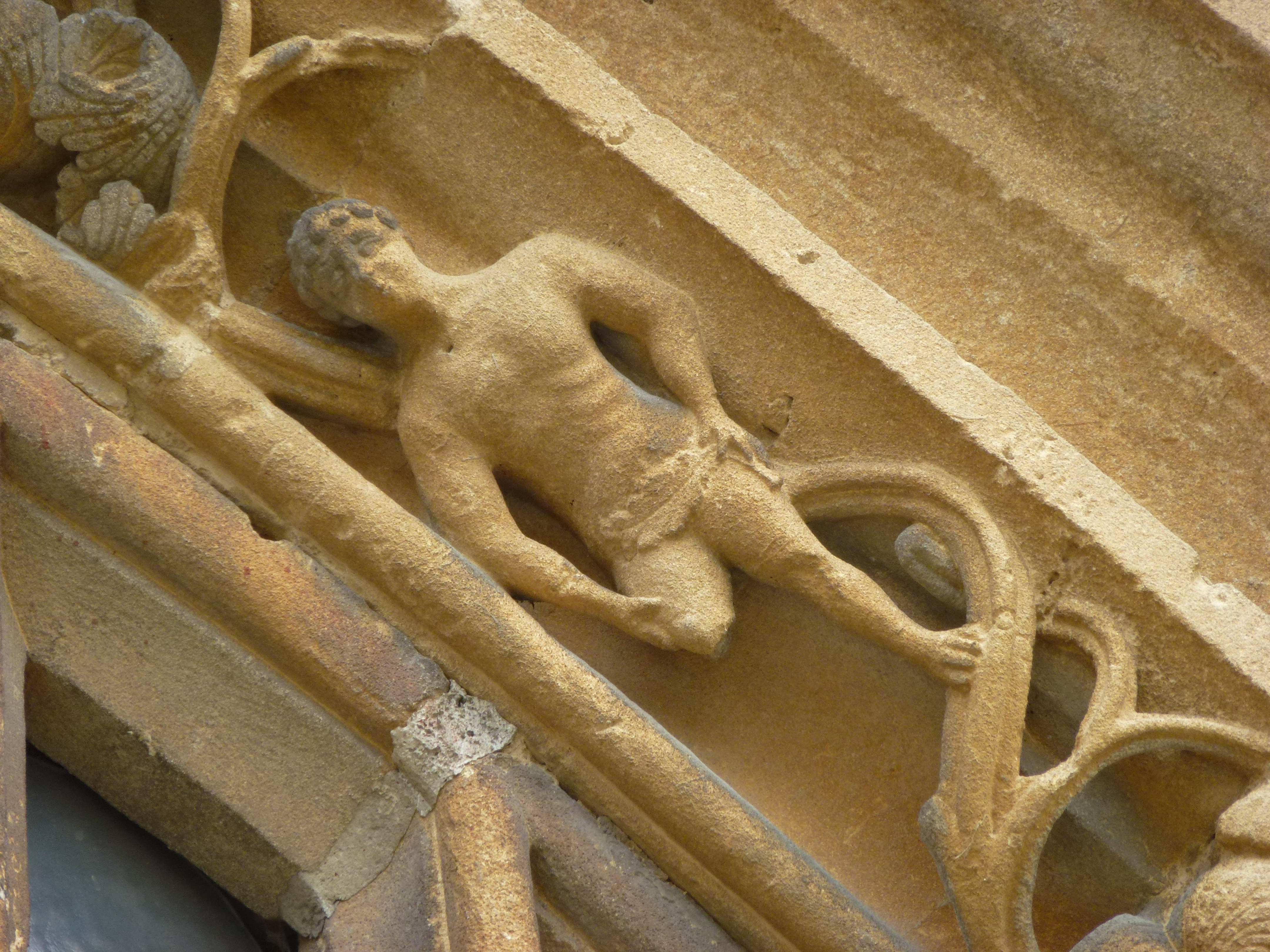
Sculptures du portail.
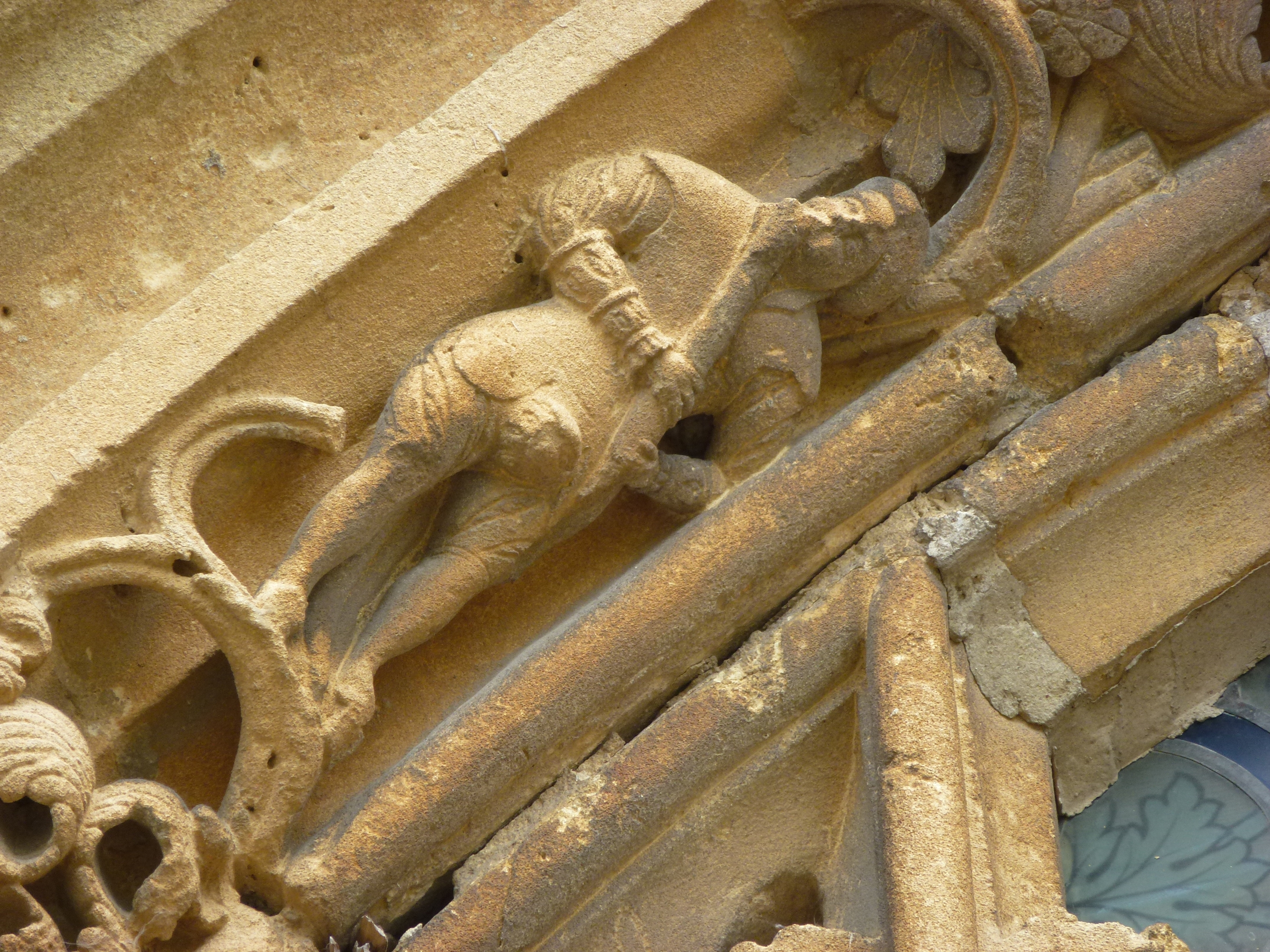

L'église Saint-Martin d'Amagne a été édifiée en associant pierre de taille et pierre blanche. Les parties architecturales les plus intéressantes sont le portail, la nef principale et les deux bas-côtés, l'abside, les contreforts dont certains contreforts ornés. Le portail, de style gothique, est surmonté d'un pignon à crochet orné de sculptures. Le chœur est de style baroque.

### Mobilier
Certains de ses vitraux datent du XIIIe siècle. Elle possède du mobilier des XVIIe – XVIIIe siècles. Parmi les pièces les plus remarquables, on peut citer un retable XVIIIe siècle en marbre et bois doré, et un tableau Magnificat, de Jacques Wilbault. Wibault est une famille de peintres du Rethélois. Jacques est né à Château-Porcien en 1729.

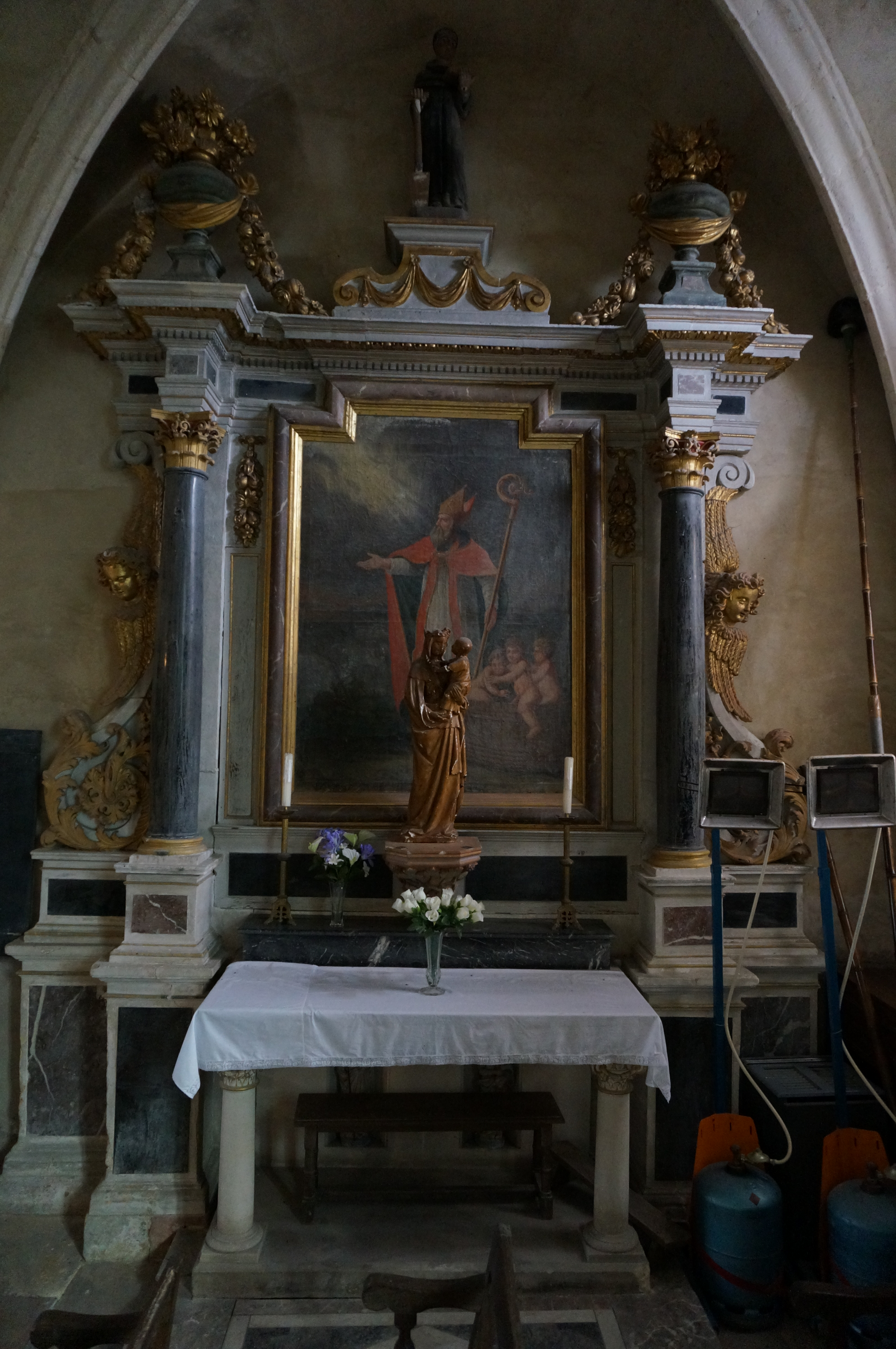
Autel dédié à Nicolas[4].
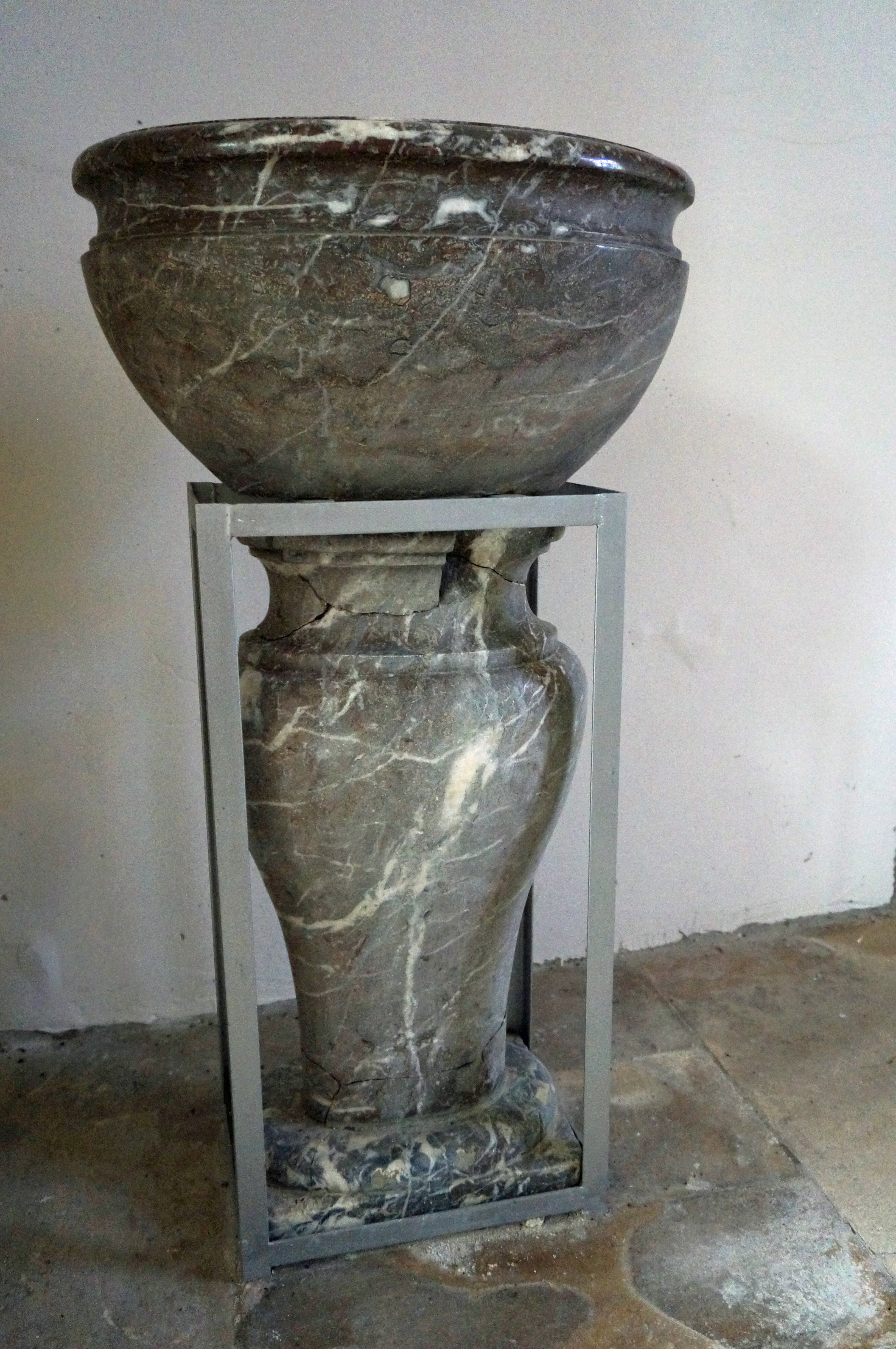
Baptistère.
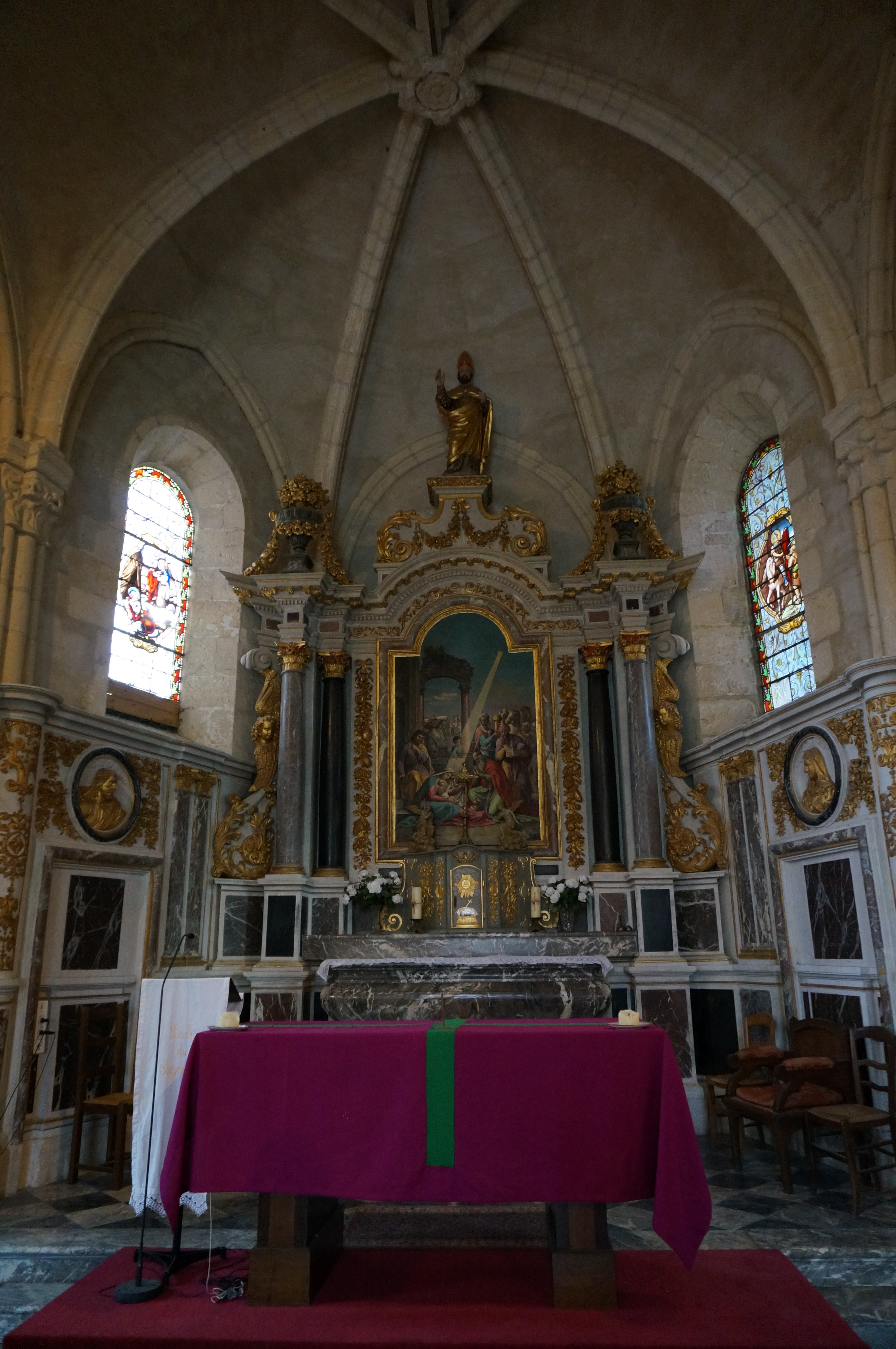
Autel du cœur.

## Localisation
L'église est située sur la commune d'Amagne, dans le département français des Ardennes.

## Historique
Commencée au XIIe siècle ou XIIIe siècle, l'édification et l'ornementation de l’église se sont poursuivies au fil des siècles, témoignant de la plus ou moins importante vie paroissiale ainsi que des époques de prospérité de la communauté villageoise. Cette communauté a assuré l’essentiel du financement.
Parmi les dates clés, on peut citer :
- 1234 : un accord est signé entre l’abbaye Saint-Remi de Reims et la communauté d’amagne par lequel l’abbaye se décharge de la couverture de l’église ;
- 1346 Pouillé : l’église Saint-Martin est cité dans un pouillé et dépend de la paroisse d’Alland’Huy ;
- XVe siècle : reconstruction de l'église ;
- 1631 : bénédiction d’une petite cloche . Le parrain est le fils de Henri de Lorraine-Chaligny :   Henri de Lorraine, comte de Chaligny, marquis de Mot et Prince du Saint Empire, seigneur dudit Amagne. Le second parrain, en l'absence du prince,et la marraine sont des villageois :  Nicolas Triclin et Jeanne Dufaux sa femme ;
- 1688 : Amagne devient paroisse indépendante ;
- 1714 :  refonte de la petite cloche suivi de son baptême par le curé. Le parrain est Antoine Crozat, seigneur du marquisat de Moy et de diverses seigneuries dont Amagne, installé dans le château de Thugny-Trugny, et la marraine dame Margerite Le Gendre son épouse. Lesquels sont représentés par les villageois Eustache Tiercelet de Son et Jeanne de Cury son épouse ;
- 1792 : la petite cloche est enlevée.
- 1834 : remplacement de la cloche restante par d’autres cloches. Le parrain de la grosse cloche est le maire Jean-Baptiste Desmaret, marraine Marie Nicole Lalle son épouse. Le parrain de la petite cloche est Jean François Beury, président du conseil de fabrique, et marraine Elisabeth Achard son épouse. Installation d’un petit campanile sur le bras nord du transept.
- 1866 : refonte, à nouveau, de la grosse cloche, avec comme parrain, toujours, m Desmaret, maire d’Amagne et pour marraine dame Marie-Nicole Lalle, son épouse.

L'édifice est classé au titre des monuments historiques en 1910.